# Газомоторний автомобіль

Бензиновий автомобіль на стиснутому природному або зрідженому нафтовому газі

Газомоторний автомобіль — транспортний засіб з використанням горючого газу як палива, оснащений двигуном внутрішнього згоряння як приводу. Рушієм може бути як звичайний бензиновий двигун, так і дизельний двигун, переведений на роботу по газодизельному циклу. Використовуваним паливом можуть слугувати: стиснений "природний" газ, зріджений нафтовий газ, деревний газ, аміак, а в перспективі й ін. У таких транспортних засобах застосовуються альтернативні технології приводу.

## Бензинові автомобілі на стиснутому природному або нафтовому газі
Бензинові автомобілі можуть бути модернізовані для використання стиснутого «природного» чи зрідженого нафтового газу.

### Основні елементи газобалонної установки(стиснений газ)
- газові трубопроводи
- вентилі
- редуктор високого тиску
- підігрівник газу
- електромагнітний клапан
- газовий редуктор низького тиску
- дозувально-економайзерний пристрій
- карбюратор-змішувач

### Принцип роботи системи на стисненому газі
Блок управління — (бо) - найважливіших елемент ГБО. Залежно від серії, БО призначаються для установки на двигуни з різною кількістю циліндрів. Блоки управління бувають універсальними, які можуть монтуватися на 3-, 4-, 5-, 6- і 8-циліндрові.
Вісім балонів, згрупованих по чотири, розміщують під платформою кузов(рами) а й кожну групу обкладають вентилем, що дає змогу витрачати газ у будь-якій групі або відразу в обох. Газом балони наповнюються крізь вентиль (10).
Із балонів газ крізь витратні вентилі (9) і (14) надходить у підігрівник (18), що призначається для захисту системи від замерзання внаслідок великого зниження температури газу під час його розширення в редукторі високого тиску (20). Між підігрівником газу, що обігрівається теплотою відпрацьованих газів, і балонами встановлено основний витратний вентиль. На редукторі високого тиску (20) установлено датчик контрольної лампи, яка засвічується в разі заниження тиску газу в редукторі до значення менше ніж 0,45 мПа. Це сигналізує водієві про те, що газу в балонах залишилося на 10...12 км.
Із редуктора (20) газ надходить в електромагнітний клапан (6) із фільтром. Цей клапан відкривається під час пуску двигуна, і газ трубкою (7) надходить у редуктор низького тиску (3). Редуктор (3) має два ступені й знижує тиск газу, що надходить у карбюратор — змішувач, майже до атмосферного, дозує газ для приготування суміші потрібного складу й вимикає газову лінію в разі зупинки двигуна. Під час роботи двигуна газ надходить у карбюратор — змішувач (21), а в режимі холостого ходу — шлангом безпосередньо в за дросельний простір. Робота двигуна на бензині забезпечується стандартною системою живлення бензином, яку підключено до карбюратора — змішувача (21).

### Газобалонна установка для роботи на зрідженому газі
З балона(5) крізь витратний вентиль(19), магістральний вентиль(6) і газопровід(17) стиснений газ надходить у випарник(16), що обігрівається рідиною з системи охолодження двигуна. Потім крізь фільтр(11) газ надходить у редуктор(12), де його тиск зменшується майже до атмосферного. Контролюють робочу системи за допомогою манометрів.Пуск і прогрівання двигуна здійснюють на паровій фазі газу. Для цього відкривають паровий(18) і магістральний(6) вентилі. На короткий час двигун зупиняють вимиканням запалювання, а в разі зупинки на 1 .2 год. перекривають магістральний вентиль.
На днищі(5) балона є запобіжний клапан(2), наповнювальний вентиль із зворотнім клапаном, вентиль максимального заповнення бальна й датчик рівня зрідженого газу.
Для заповнення балона використовують вентиль(4). Заповнюють тільки 90%, що у разі розширеного газу під час нагрівання балон не зруйнувався. Рівень різкого газу в процесі заповнення контролюється за допомогою трубки-рівня вентиля-показчика(1). Водій контролює наявність газу за допомогою показчика(3).

### Технічне обслуговування

#### ЩТО
Оглядом перевіряється: 
- кріплення газових балонів і герметичність з’єднань усієї газової системи.
- геометричність арматури балонів і витрачених вертикалів.
- з’єднання бензопроводів і електромагнітного клапана-фільтра.

#### ТО-1
Крім робіт, передбачених ЩТО, перевіряється: 
- робота запобіжного клапана газового редуктора високого тиску
- Змащується різьба штоків магістрального, наповнювального та витратного вентилів
- герметичність газової системи
- пуск і робота двигуна на холостому ходу як на газі, так і на бензині

Обов'язкове проведення  очищення й встановлення на місце фільтрувальних елементів магістрального фільтра та фільтра редуктора високого тиску.

#### ТО-2
Крім робіт, виконуваних під час ЩТО та ТО-1, перевіряється:
- герметичність редукторів високого й низького тисків
- тиск у першому й другому ступенях редуктора низького тиску
- робота запобіжного клапана газового балона
- робота манометрів високого й низького тисків
- кріплення карбюратора й перехідника змішувача до карбюратора.
- перевірка герметичності підігрівника
- робота заслінки та її привода

Зняття та промивка (заміна) повітряного фільтра, залити в його ванну свіжу оливу. Якщо потрібно, відрегулювати змішувач на мінімальний вміст оксиду вуглецю у відпрацьованих газах двигуна.

#### СО
Передбачається розбирання, очищення й регулювання:
- карбюратора-змішувача,
- редукторів, фільтрів,
- електромагнітних запірних клапанів.

Перевіряється тиск спрацювання запобіжного клапана редуктора високого тиску. Один раз у три роки проводиться огляд газових балонів. Готуючись до зимової експлуатації, зливається відстій і промивається бензобак автомобіля.

### Переваги
- Газоповітряні суміші порівняно з бензоповітряними мають вищі антидетонаційні властивості, що дає змогу підвищити ступінь стискання й поліпшити економічні показники двигуна.
- Газові двигуни характеризуються повнішим згорянням суміші й набагато нижчою токсичністю (шкідливістю) відпрацьованих газів, завдяки чому зменшується забруднення довкілля.
- У разі застосування газу не зсувається плівка оливи зі стінок гільз і поршнів, зменшується нагароутворення в камерах згоряння; через відсутність конденсації пари бензину на стінки гільз циліндрів не розрізняють[що?] олива, завдяки чому 1.5..2 рази збільшується термін служби двигуна й період зміни оливи.

### Недоліки
- у газобалонних автомобілів складніша система живлення
- підвищуються вимоги щодо пожежо та вибухонебезпечності
- потужність газових двигунів на 10-20 % менша порівняно з бензиновими

### Заходи безпеки
- До водіння й обслуговування газобалонних автомобілів, допускаються особи, які мають відповідну підготовку і склали іспити з техмінімуму та техніки безпеки. Виконувати технічне обслуговування газобалонних установок можуть тільки кваліфіковані слюсарі, які пройшли відповідну підготовку й мають посвідчення.
- Регулярні роботи з двигуном, що працює слід виконувати на спеціальному посту з місцевою вентиляцією для видалення відпрацьованих газів.
- Пускати газовий двигун, якщо є витікання газу, не допускається.
- Заправляти газобалонні установки можна тільки на газонаповнювальних станціях, коли двигун не працює. Під час заправляння балонів зрідженим газом треба берегтися обмороження.
- Експлуатація газобалонних автомобілів з несправним газовим обладнанням і витіканням газу забороняється. Коли не вдається усунути витікання газу, його випускають в атмосферу (якомога далі від людей і джерел вогню).

## Дизельний двигун переведений на роботу по газодизельному циклу
Існує багато схем переобладнання дизельного двигуна в газодизель, які можуть забезпечити відповідне співвідношення робочої суміші дизельного палива та газу. Економічна ефективність застосування газодизеля обумовлюється відсотком заміщення, і всі спроби збільшити відсоток заміщення рідкого палива газом призводять до дострокового виходу з ладу циліндро-поршневої групи та двигуна в цілому.  Всі відомі способи конвертування дизеля в газодизель не дають змоги визначити оптимальне співвідношення рідкого та газоподібного палив, що в свою чергу може вплинути на якісні показники роботи двигуна та економічну ефективність переобладнання дизеля в газодизель. Теоретичними дослідженнями системи регулювання газодизеля, відмічають, що відсоток заміщення дизпалива газом залежить від величини навантаження на двигун.

## Інші гази
Бензинові автомобілі обладнані газобалонним устаткуванням, або автомобілі до яких додається транспортний газогенератор, можуть використовувати як паливо світильний газ або деревний.
Аміак може використовуватись в двигунах з іскровим запалюванням та дизельних двигунах з незначними змінами.